# 1892 у літературі

## Твори
- «Лот номер 249» — розповідь Артура Конан Дойла.
- Жуль Верн — «Замок у Карпатах».

## Народились
- 3 січня — Джон Рональд Руел Толкін, англійський письменник, лінгвіст, філолог, автор знаменитої трилогії «Володар перснів» (помер у 1973).
- 22 лютого — Една Сент-Вінсент Міллей, американська поетеса і драматург (померла у 1950).
- 1 березня — Акутаґава Рюносуке, японський письменник (помер у 1927).
- 4 березня — Лі Квансу, корейський письменник, поет.
- 21 березня — Малишкін Олександр Георгійович, радянський письменник (помер у 1938).
- 8 жовтня — Цвєтаєва Марина Іванівна, російська поетеса (померла в 1941).

## Померли
- 26 березня — Волт Вітмен, американський поет, публіцист (народився в 1819).
- 3 грудня — Фет Афанасій Афанасійович, російський поет (народився в 1820).